# کلویانکا
کلویانکا (به لهستانی:  Klewianka) یک روستا در لهستان است که در گمینا گونگانز واقع شده‌است.